# ایستگاه ناکانو (توکیو)
ایستگاه ناکانو (به ژاپنی: 中野駅, Nakano-eki)، یک ایستگاه راه‌آهن در خط اصلی چوئو در ناکانو-کو، توکیو در ژاپن است که به‌طور مشترک توسط شرکت راه‌آهن شرق ژاپن (JR East) و شرکت متروی توکیو اداره می‌شود.